# Кодама (уезд)
Кодама (яп. 児玉郡 Кодама-гун) уезд расположен в префектуре Сайтама, Япония.
По оценкам на 1 апреля 2017 года, население составляет 54 891 человек, площадь 109,99 км², плотность 499 человек/км².
До 2006 года в состав уезда входили посёлок Кодама и деревня Камиицуми. 1 января 2006 года Камиицуми была присоединена к посёлку Камикава. 10 января 2006 года посёлок Кодама вошёл в состав города Хондзё и, таким образом, был исключён из территории уезда.

## Посёлки и сёла
- Камикава
- Камисато
- Мисато